# Ловац (шах)
|   | a | b | c | d | e | f | g | h |   |
| 8 | h8 black cross · a7 black cross · g7 black cross · b6 black cross · f6 black cross · c5 black cross · e5 black cross · d4 black bishop · c3 black cross · e3 black cross · b2 black cross · f2 black cross · a1 black cross · g1 black cross | h8 black cross · a7 black cross · g7 black cross · b6 black cross · f6 black cross · c5 black cross · e5 black cross · d4 black bishop · c3 black cross · e3 black cross · b2 black cross · f2 black cross · a1 black cross · g1 black cross | h8 black cross · a7 black cross · g7 black cross · b6 black cross · f6 black cross · c5 black cross · e5 black cross · d4 black bishop · c3 black cross · e3 black cross · b2 black cross · f2 black cross · a1 black cross · g1 black cross | h8 black cross · a7 black cross · g7 black cross · b6 black cross · f6 black cross · c5 black cross · e5 black cross · d4 black bishop · c3 black cross · e3 black cross · b2 black cross · f2 black cross · a1 black cross · g1 black cross | h8 black cross · a7 black cross · g7 black cross · b6 black cross · f6 black cross · c5 black cross · e5 black cross · d4 black bishop · c3 black cross · e3 black cross · b2 black cross · f2 black cross · a1 black cross · g1 black cross | h8 black cross · a7 black cross · g7 black cross · b6 black cross · f6 black cross · c5 black cross · e5 black cross · d4 black bishop · c3 black cross · e3 black cross · b2 black cross · f2 black cross · a1 black cross · g1 black cross | h8 black cross · a7 black cross · g7 black cross · b6 black cross · f6 black cross · c5 black cross · e5 black cross · d4 black bishop · c3 black cross · e3 black cross · b2 black cross · f2 black cross · a1 black cross · g1 black cross | h8 black cross · a7 black cross · g7 black cross · b6 black cross · f6 black cross · c5 black cross · e5 black cross · d4 black bishop · c3 black cross · e3 black cross · b2 black cross · f2 black cross · a1 black cross · g1 black cross | 8 |
| 7 | h8 black cross · a7 black cross · g7 black cross · b6 black cross · f6 black cross · c5 black cross · e5 black cross · d4 black bishop · c3 black cross · e3 black cross · b2 black cross · f2 black cross · a1 black cross · g1 black cross | h8 black cross · a7 black cross · g7 black cross · b6 black cross · f6 black cross · c5 black cross · e5 black cross · d4 black bishop · c3 black cross · e3 black cross · b2 black cross · f2 black cross · a1 black cross · g1 black cross | h8 black cross · a7 black cross · g7 black cross · b6 black cross · f6 black cross · c5 black cross · e5 black cross · d4 black bishop · c3 black cross · e3 black cross · b2 black cross · f2 black cross · a1 black cross · g1 black cross | h8 black cross · a7 black cross · g7 black cross · b6 black cross · f6 black cross · c5 black cross · e5 black cross · d4 black bishop · c3 black cross · e3 black cross · b2 black cross · f2 black cross · a1 black cross · g1 black cross | h8 black cross · a7 black cross · g7 black cross · b6 black cross · f6 black cross · c5 black cross · e5 black cross · d4 black bishop · c3 black cross · e3 black cross · b2 black cross · f2 black cross · a1 black cross · g1 black cross | h8 black cross · a7 black cross · g7 black cross · b6 black cross · f6 black cross · c5 black cross · e5 black cross · d4 black bishop · c3 black cross · e3 black cross · b2 black cross · f2 black cross · a1 black cross · g1 black cross | h8 black cross · a7 black cross · g7 black cross · b6 black cross · f6 black cross · c5 black cross · e5 black cross · d4 black bishop · c3 black cross · e3 black cross · b2 black cross · f2 black cross · a1 black cross · g1 black cross | h8 black cross · a7 black cross · g7 black cross · b6 black cross · f6 black cross · c5 black cross · e5 black cross · d4 black bishop · c3 black cross · e3 black cross · b2 black cross · f2 black cross · a1 black cross · g1 black cross | 7 |
| 6 | h8 black cross · a7 black cross · g7 black cross · b6 black cross · f6 black cross · c5 black cross · e5 black cross · d4 black bishop · c3 black cross · e3 black cross · b2 black cross · f2 black cross · a1 black cross · g1 black cross | h8 black cross · a7 black cross · g7 black cross · b6 black cross · f6 black cross · c5 black cross · e5 black cross · d4 black bishop · c3 black cross · e3 black cross · b2 black cross · f2 black cross · a1 black cross · g1 black cross | h8 black cross · a7 black cross · g7 black cross · b6 black cross · f6 black cross · c5 black cross · e5 black cross · d4 black bishop · c3 black cross · e3 black cross · b2 black cross · f2 black cross · a1 black cross · g1 black cross | h8 black cross · a7 black cross · g7 black cross · b6 black cross · f6 black cross · c5 black cross · e5 black cross · d4 black bishop · c3 black cross · e3 black cross · b2 black cross · f2 black cross · a1 black cross · g1 black cross | h8 black cross · a7 black cross · g7 black cross · b6 black cross · f6 black cross · c5 black cross · e5 black cross · d4 black bishop · c3 black cross · e3 black cross · b2 black cross · f2 black cross · a1 black cross · g1 black cross | h8 black cross · a7 black cross · g7 black cross · b6 black cross · f6 black cross · c5 black cross · e5 black cross · d4 black bishop · c3 black cross · e3 black cross · b2 black cross · f2 black cross · a1 black cross · g1 black cross | h8 black cross · a7 black cross · g7 black cross · b6 black cross · f6 black cross · c5 black cross · e5 black cross · d4 black bishop · c3 black cross · e3 black cross · b2 black cross · f2 black cross · a1 black cross · g1 black cross | h8 black cross · a7 black cross · g7 black cross · b6 black cross · f6 black cross · c5 black cross · e5 black cross · d4 black bishop · c3 black cross · e3 black cross · b2 black cross · f2 black cross · a1 black cross · g1 black cross | 6 |
| 5 | h8 black cross · a7 black cross · g7 black cross · b6 black cross · f6 black cross · c5 black cross · e5 black cross · d4 black bishop · c3 black cross · e3 black cross · b2 black cross · f2 black cross · a1 black cross · g1 black cross | h8 black cross · a7 black cross · g7 black cross · b6 black cross · f6 black cross · c5 black cross · e5 black cross · d4 black bishop · c3 black cross · e3 black cross · b2 black cross · f2 black cross · a1 black cross · g1 black cross | h8 black cross · a7 black cross · g7 black cross · b6 black cross · f6 black cross · c5 black cross · e5 black cross · d4 black bishop · c3 black cross · e3 black cross · b2 black cross · f2 black cross · a1 black cross · g1 black cross | h8 black cross · a7 black cross · g7 black cross · b6 black cross · f6 black cross · c5 black cross · e5 black cross · d4 black bishop · c3 black cross · e3 black cross · b2 black cross · f2 black cross · a1 black cross · g1 black cross | h8 black cross · a7 black cross · g7 black cross · b6 black cross · f6 black cross · c5 black cross · e5 black cross · d4 black bishop · c3 black cross · e3 black cross · b2 black cross · f2 black cross · a1 black cross · g1 black cross | h8 black cross · a7 black cross · g7 black cross · b6 black cross · f6 black cross · c5 black cross · e5 black cross · d4 black bishop · c3 black cross · e3 black cross · b2 black cross · f2 black cross · a1 black cross · g1 black cross | h8 black cross · a7 black cross · g7 black cross · b6 black cross · f6 black cross · c5 black cross · e5 black cross · d4 black bishop · c3 black cross · e3 black cross · b2 black cross · f2 black cross · a1 black cross · g1 black cross | h8 black cross · a7 black cross · g7 black cross · b6 black cross · f6 black cross · c5 black cross · e5 black cross · d4 black bishop · c3 black cross · e3 black cross · b2 black cross · f2 black cross · a1 black cross · g1 black cross | 5 |
| 4 | h8 black cross · a7 black cross · g7 black cross · b6 black cross · f6 black cross · c5 black cross · e5 black cross · d4 black bishop · c3 black cross · e3 black cross · b2 black cross · f2 black cross · a1 black cross · g1 black cross | h8 black cross · a7 black cross · g7 black cross · b6 black cross · f6 black cross · c5 black cross · e5 black cross · d4 black bishop · c3 black cross · e3 black cross · b2 black cross · f2 black cross · a1 black cross · g1 black cross | h8 black cross · a7 black cross · g7 black cross · b6 black cross · f6 black cross · c5 black cross · e5 black cross · d4 black bishop · c3 black cross · e3 black cross · b2 black cross · f2 black cross · a1 black cross · g1 black cross | h8 black cross · a7 black cross · g7 black cross · b6 black cross · f6 black cross · c5 black cross · e5 black cross · d4 black bishop · c3 black cross · e3 black cross · b2 black cross · f2 black cross · a1 black cross · g1 black cross | h8 black cross · a7 black cross · g7 black cross · b6 black cross · f6 black cross · c5 black cross · e5 black cross · d4 black bishop · c3 black cross · e3 black cross · b2 black cross · f2 black cross · a1 black cross · g1 black cross | h8 black cross · a7 black cross · g7 black cross · b6 black cross · f6 black cross · c5 black cross · e5 black cross · d4 black bishop · c3 black cross · e3 black cross · b2 black cross · f2 black cross · a1 black cross · g1 black cross | h8 black cross · a7 black cross · g7 black cross · b6 black cross · f6 black cross · c5 black cross · e5 black cross · d4 black bishop · c3 black cross · e3 black cross · b2 black cross · f2 black cross · a1 black cross · g1 black cross | h8 black cross · a7 black cross · g7 black cross · b6 black cross · f6 black cross · c5 black cross · e5 black cross · d4 black bishop · c3 black cross · e3 black cross · b2 black cross · f2 black cross · a1 black cross · g1 black cross | 4 |
| 3 | h8 black cross · a7 black cross · g7 black cross · b6 black cross · f6 black cross · c5 black cross · e5 black cross · d4 black bishop · c3 black cross · e3 black cross · b2 black cross · f2 black cross · a1 black cross · g1 black cross | h8 black cross · a7 black cross · g7 black cross · b6 black cross · f6 black cross · c5 black cross · e5 black cross · d4 black bishop · c3 black cross · e3 black cross · b2 black cross · f2 black cross · a1 black cross · g1 black cross | h8 black cross · a7 black cross · g7 black cross · b6 black cross · f6 black cross · c5 black cross · e5 black cross · d4 black bishop · c3 black cross · e3 black cross · b2 black cross · f2 black cross · a1 black cross · g1 black cross | h8 black cross · a7 black cross · g7 black cross · b6 black cross · f6 black cross · c5 black cross · e5 black cross · d4 black bishop · c3 black cross · e3 black cross · b2 black cross · f2 black cross · a1 black cross · g1 black cross | h8 black cross · a7 black cross · g7 black cross · b6 black cross · f6 black cross · c5 black cross · e5 black cross · d4 black bishop · c3 black cross · e3 black cross · b2 black cross · f2 black cross · a1 black cross · g1 black cross | h8 black cross · a7 black cross · g7 black cross · b6 black cross · f6 black cross · c5 black cross · e5 black cross · d4 black bishop · c3 black cross · e3 black cross · b2 black cross · f2 black cross · a1 black cross · g1 black cross | h8 black cross · a7 black cross · g7 black cross · b6 black cross · f6 black cross · c5 black cross · e5 black cross · d4 black bishop · c3 black cross · e3 black cross · b2 black cross · f2 black cross · a1 black cross · g1 black cross | h8 black cross · a7 black cross · g7 black cross · b6 black cross · f6 black cross · c5 black cross · e5 black cross · d4 black bishop · c3 black cross · e3 black cross · b2 black cross · f2 black cross · a1 black cross · g1 black cross | 3 |
| 2 | h8 black cross · a7 black cross · g7 black cross · b6 black cross · f6 black cross · c5 black cross · e5 black cross · d4 black bishop · c3 black cross · e3 black cross · b2 black cross · f2 black cross · a1 black cross · g1 black cross | h8 black cross · a7 black cross · g7 black cross · b6 black cross · f6 black cross · c5 black cross · e5 black cross · d4 black bishop · c3 black cross · e3 black cross · b2 black cross · f2 black cross · a1 black cross · g1 black cross | h8 black cross · a7 black cross · g7 black cross · b6 black cross · f6 black cross · c5 black cross · e5 black cross · d4 black bishop · c3 black cross · e3 black cross · b2 black cross · f2 black cross · a1 black cross · g1 black cross | h8 black cross · a7 black cross · g7 black cross · b6 black cross · f6 black cross · c5 black cross · e5 black cross · d4 black bishop · c3 black cross · e3 black cross · b2 black cross · f2 black cross · a1 black cross · g1 black cross | h8 black cross · a7 black cross · g7 black cross · b6 black cross · f6 black cross · c5 black cross · e5 black cross · d4 black bishop · c3 black cross · e3 black cross · b2 black cross · f2 black cross · a1 black cross · g1 black cross | h8 black cross · a7 black cross · g7 black cross · b6 black cross · f6 black cross · c5 black cross · e5 black cross · d4 black bishop · c3 black cross · e3 black cross · b2 black cross · f2 black cross · a1 black cross · g1 black cross | h8 black cross · a7 black cross · g7 black cross · b6 black cross · f6 black cross · c5 black cross · e5 black cross · d4 black bishop · c3 black cross · e3 black cross · b2 black cross · f2 black cross · a1 black cross · g1 black cross | h8 black cross · a7 black cross · g7 black cross · b6 black cross · f6 black cross · c5 black cross · e5 black cross · d4 black bishop · c3 black cross · e3 black cross · b2 black cross · f2 black cross · a1 black cross · g1 black cross | 2 |
| 1 | h8 black cross · a7 black cross · g7 black cross · b6 black cross · f6 black cross · c5 black cross · e5 black cross · d4 black bishop · c3 black cross · e3 black cross · b2 black cross · f2 black cross · a1 black cross · g1 black cross | h8 black cross · a7 black cross · g7 black cross · b6 black cross · f6 black cross · c5 black cross · e5 black cross · d4 black bishop · c3 black cross · e3 black cross · b2 black cross · f2 black cross · a1 black cross · g1 black cross | h8 black cross · a7 black cross · g7 black cross · b6 black cross · f6 black cross · c5 black cross · e5 black cross · d4 black bishop · c3 black cross · e3 black cross · b2 black cross · f2 black cross · a1 black cross · g1 black cross | h8 black cross · a7 black cross · g7 black cross · b6 black cross · f6 black cross · c5 black cross · e5 black cross · d4 black bishop · c3 black cross · e3 black cross · b2 black cross · f2 black cross · a1 black cross · g1 black cross | h8 black cross · a7 black cross · g7 black cross · b6 black cross · f6 black cross · c5 black cross · e5 black cross · d4 black bishop · c3 black cross · e3 black cross · b2 black cross · f2 black cross · a1 black cross · g1 black cross | h8 black cross · a7 black cross · g7 black cross · b6 black cross · f6 black cross · c5 black cross · e5 black cross · d4 black bishop · c3 black cross · e3 black cross · b2 black cross · f2 black cross · a1 black cross · g1 black cross | h8 black cross · a7 black cross · g7 black cross · b6 black cross · f6 black cross · c5 black cross · e5 black cross · d4 black bishop · c3 black cross · e3 black cross · b2 black cross · f2 black cross · a1 black cross · g1 black cross | h8 black cross · a7 black cross · g7 black cross · b6 black cross · f6 black cross · c5 black cross · e5 black cross · d4 black bishop · c3 black cross · e3 black cross · b2 black cross · f2 black cross · a1 black cross · g1 black cross | 1 |
|   | a | b | c | d | e | f | g | h |   |

Ловац (♗,♝) је шаховска фигура. Оба играча почињу партију са по два ловца, једним на белим пољима, а другим на црним пољима. Један је постављен на положај између краљевог скакача и краља, а други између краљичиног скакача, и краљице. У алгебарској нотацији, почетна поља су c1 и f1 за ловце белог играча, а c8 и f8 за црне ловце.
Ловац није ограничен у раздаљини кретања за сваки потез, али је ограничен на дијагонално кретање, напред и назад. Ловци не могу да прескачу преко других фигура. Као и већина осталих фигура, ловац једе противничку фигуру тако што заузме поље на коме се до тада налазила дата фигура.
Ловци се разликују по страни са које полазе, као краљев ловац и краљичин ловац. Као последица дијагоналног кретања, сваки ловац остаје на белим (или) црним пољима, зависно од поља са кога је кренуо (не постоји начин да ловац промени боју поља), и сваки играч има по једног ловца за црна и бела поља.
Пошто ловац може да доспе на само тридесет и два поља на табли, значајно је слабији од топа који може да се креће на свих шездесет и четири поља. Штавише, топ на празној табли увек напада четрнаест поља, док ловац напада само седам до тринаест, зависно колико је удаљен од центра табле. Топ се обично сматра за два пешака јачим од ловца.
Сматра се да су ловци у снази приближно једнаки коњима (скакачима). Ловци стичу релативну снагу како се ближи завршница партије, јер се ослобађа све већи простор на табли, па је ловцима лакше да се крећу. Када је табла празна, ловац може да симултано делује на обема странама табле, док скакачу треба неколико потеза да пређе са једне стране на другу. У отвореној завршници, пар ловаца се сматра супериорнијим од скакача и ловца или два скакача.
|   | a | b | c | d | e | f | g | h |   |
| 8 | c8 black bishop · g8 black king · d7 black knight · e7 black queen · f7 black rook · h7 black pawn · c6 black pawn · e6 black pawn · g6 black pawn · b5 black pawn · c5 white pawn · d5 black pawn · e5 white pawn · b4 white pawn · d4 white queen · f4 white pawn · b2 white knight · e2 white bishop · g2 white pawn · h2 white pawn · a1 white rook · g1 white king | c8 black bishop · g8 black king · d7 black knight · e7 black queen · f7 black rook · h7 black pawn · c6 black pawn · e6 black pawn · g6 black pawn · b5 black pawn · c5 white pawn · d5 black pawn · e5 white pawn · b4 white pawn · d4 white queen · f4 white pawn · b2 white knight · e2 white bishop · g2 white pawn · h2 white pawn · a1 white rook · g1 white king | c8 black bishop · g8 black king · d7 black knight · e7 black queen · f7 black rook · h7 black pawn · c6 black pawn · e6 black pawn · g6 black pawn · b5 black pawn · c5 white pawn · d5 black pawn · e5 white pawn · b4 white pawn · d4 white queen · f4 white pawn · b2 white knight · e2 white bishop · g2 white pawn · h2 white pawn · a1 white rook · g1 white king | c8 black bishop · g8 black king · d7 black knight · e7 black queen · f7 black rook · h7 black pawn · c6 black pawn · e6 black pawn · g6 black pawn · b5 black pawn · c5 white pawn · d5 black pawn · e5 white pawn · b4 white pawn · d4 white queen · f4 white pawn · b2 white knight · e2 white bishop · g2 white pawn · h2 white pawn · a1 white rook · g1 white king | c8 black bishop · g8 black king · d7 black knight · e7 black queen · f7 black rook · h7 black pawn · c6 black pawn · e6 black pawn · g6 black pawn · b5 black pawn · c5 white pawn · d5 black pawn · e5 white pawn · b4 white pawn · d4 white queen · f4 white pawn · b2 white knight · e2 white bishop · g2 white pawn · h2 white pawn · a1 white rook · g1 white king | c8 black bishop · g8 black king · d7 black knight · e7 black queen · f7 black rook · h7 black pawn · c6 black pawn · e6 black pawn · g6 black pawn · b5 black pawn · c5 white pawn · d5 black pawn · e5 white pawn · b4 white pawn · d4 white queen · f4 white pawn · b2 white knight · e2 white bishop · g2 white pawn · h2 white pawn · a1 white rook · g1 white king | c8 black bishop · g8 black king · d7 black knight · e7 black queen · f7 black rook · h7 black pawn · c6 black pawn · e6 black pawn · g6 black pawn · b5 black pawn · c5 white pawn · d5 black pawn · e5 white pawn · b4 white pawn · d4 white queen · f4 white pawn · b2 white knight · e2 white bishop · g2 white pawn · h2 white pawn · a1 white rook · g1 white king | c8 black bishop · g8 black king · d7 black knight · e7 black queen · f7 black rook · h7 black pawn · c6 black pawn · e6 black pawn · g6 black pawn · b5 black pawn · c5 white pawn · d5 black pawn · e5 white pawn · b4 white pawn · d4 white queen · f4 white pawn · b2 white knight · e2 white bishop · g2 white pawn · h2 white pawn · a1 white rook · g1 white king | 8 |
| 7 | c8 black bishop · g8 black king · d7 black knight · e7 black queen · f7 black rook · h7 black pawn · c6 black pawn · e6 black pawn · g6 black pawn · b5 black pawn · c5 white pawn · d5 black pawn · e5 white pawn · b4 white pawn · d4 white queen · f4 white pawn · b2 white knight · e2 white bishop · g2 white pawn · h2 white pawn · a1 white rook · g1 white king | c8 black bishop · g8 black king · d7 black knight · e7 black queen · f7 black rook · h7 black pawn · c6 black pawn · e6 black pawn · g6 black pawn · b5 black pawn · c5 white pawn · d5 black pawn · e5 white pawn · b4 white pawn · d4 white queen · f4 white pawn · b2 white knight · e2 white bishop · g2 white pawn · h2 white pawn · a1 white rook · g1 white king | c8 black bishop · g8 black king · d7 black knight · e7 black queen · f7 black rook · h7 black pawn · c6 black pawn · e6 black pawn · g6 black pawn · b5 black pawn · c5 white pawn · d5 black pawn · e5 white pawn · b4 white pawn · d4 white queen · f4 white pawn · b2 white knight · e2 white bishop · g2 white pawn · h2 white pawn · a1 white rook · g1 white king | c8 black bishop · g8 black king · d7 black knight · e7 black queen · f7 black rook · h7 black pawn · c6 black pawn · e6 black pawn · g6 black pawn · b5 black pawn · c5 white pawn · d5 black pawn · e5 white pawn · b4 white pawn · d4 white queen · f4 white pawn · b2 white knight · e2 white bishop · g2 white pawn · h2 white pawn · a1 white rook · g1 white king | c8 black bishop · g8 black king · d7 black knight · e7 black queen · f7 black rook · h7 black pawn · c6 black pawn · e6 black pawn · g6 black pawn · b5 black pawn · c5 white pawn · d5 black pawn · e5 white pawn · b4 white pawn · d4 white queen · f4 white pawn · b2 white knight · e2 white bishop · g2 white pawn · h2 white pawn · a1 white rook · g1 white king | c8 black bishop · g8 black king · d7 black knight · e7 black queen · f7 black rook · h7 black pawn · c6 black pawn · e6 black pawn · g6 black pawn · b5 black pawn · c5 white pawn · d5 black pawn · e5 white pawn · b4 white pawn · d4 white queen · f4 white pawn · b2 white knight · e2 white bishop · g2 white pawn · h2 white pawn · a1 white rook · g1 white king | c8 black bishop · g8 black king · d7 black knight · e7 black queen · f7 black rook · h7 black pawn · c6 black pawn · e6 black pawn · g6 black pawn · b5 black pawn · c5 white pawn · d5 black pawn · e5 white pawn · b4 white pawn · d4 white queen · f4 white pawn · b2 white knight · e2 white bishop · g2 white pawn · h2 white pawn · a1 white rook · g1 white king | c8 black bishop · g8 black king · d7 black knight · e7 black queen · f7 black rook · h7 black pawn · c6 black pawn · e6 black pawn · g6 black pawn · b5 black pawn · c5 white pawn · d5 black pawn · e5 white pawn · b4 white pawn · d4 white queen · f4 white pawn · b2 white knight · e2 white bishop · g2 white pawn · h2 white pawn · a1 white rook · g1 white king | 7 |
| 6 | c8 black bishop · g8 black king · d7 black knight · e7 black queen · f7 black rook · h7 black pawn · c6 black pawn · e6 black pawn · g6 black pawn · b5 black pawn · c5 white pawn · d5 black pawn · e5 white pawn · b4 white pawn · d4 white queen · f4 white pawn · b2 white knight · e2 white bishop · g2 white pawn · h2 white pawn · a1 white rook · g1 white king | c8 black bishop · g8 black king · d7 black knight · e7 black queen · f7 black rook · h7 black pawn · c6 black pawn · e6 black pawn · g6 black pawn · b5 black pawn · c5 white pawn · d5 black pawn · e5 white pawn · b4 white pawn · d4 white queen · f4 white pawn · b2 white knight · e2 white bishop · g2 white pawn · h2 white pawn · a1 white rook · g1 white king | c8 black bishop · g8 black king · d7 black knight · e7 black queen · f7 black rook · h7 black pawn · c6 black pawn · e6 black pawn · g6 black pawn · b5 black pawn · c5 white pawn · d5 black pawn · e5 white pawn · b4 white pawn · d4 white queen · f4 white pawn · b2 white knight · e2 white bishop · g2 white pawn · h2 white pawn · a1 white rook · g1 white king | c8 black bishop · g8 black king · d7 black knight · e7 black queen · f7 black rook · h7 black pawn · c6 black pawn · e6 black pawn · g6 black pawn · b5 black pawn · c5 white pawn · d5 black pawn · e5 white pawn · b4 white pawn · d4 white queen · f4 white pawn · b2 white knight · e2 white bishop · g2 white pawn · h2 white pawn · a1 white rook · g1 white king | c8 black bishop · g8 black king · d7 black knight · e7 black queen · f7 black rook · h7 black pawn · c6 black pawn · e6 black pawn · g6 black pawn · b5 black pawn · c5 white pawn · d5 black pawn · e5 white pawn · b4 white pawn · d4 white queen · f4 white pawn · b2 white knight · e2 white bishop · g2 white pawn · h2 white pawn · a1 white rook · g1 white king | c8 black bishop · g8 black king · d7 black knight · e7 black queen · f7 black rook · h7 black pawn · c6 black pawn · e6 black pawn · g6 black pawn · b5 black pawn · c5 white pawn · d5 black pawn · e5 white pawn · b4 white pawn · d4 white queen · f4 white pawn · b2 white knight · e2 white bishop · g2 white pawn · h2 white pawn · a1 white rook · g1 white king | c8 black bishop · g8 black king · d7 black knight · e7 black queen · f7 black rook · h7 black pawn · c6 black pawn · e6 black pawn · g6 black pawn · b5 black pawn · c5 white pawn · d5 black pawn · e5 white pawn · b4 white pawn · d4 white queen · f4 white pawn · b2 white knight · e2 white bishop · g2 white pawn · h2 white pawn · a1 white rook · g1 white king | c8 black bishop · g8 black king · d7 black knight · e7 black queen · f7 black rook · h7 black pawn · c6 black pawn · e6 black pawn · g6 black pawn · b5 black pawn · c5 white pawn · d5 black pawn · e5 white pawn · b4 white pawn · d4 white queen · f4 white pawn · b2 white knight · e2 white bishop · g2 white pawn · h2 white pawn · a1 white rook · g1 white king | 6 |
| 5 | c8 black bishop · g8 black king · d7 black knight · e7 black queen · f7 black rook · h7 black pawn · c6 black pawn · e6 black pawn · g6 black pawn · b5 black pawn · c5 white pawn · d5 black pawn · e5 white pawn · b4 white pawn · d4 white queen · f4 white pawn · b2 white knight · e2 white bishop · g2 white pawn · h2 white pawn · a1 white rook · g1 white king | c8 black bishop · g8 black king · d7 black knight · e7 black queen · f7 black rook · h7 black pawn · c6 black pawn · e6 black pawn · g6 black pawn · b5 black pawn · c5 white pawn · d5 black pawn · e5 white pawn · b4 white pawn · d4 white queen · f4 white pawn · b2 white knight · e2 white bishop · g2 white pawn · h2 white pawn · a1 white rook · g1 white king | c8 black bishop · g8 black king · d7 black knight · e7 black queen · f7 black rook · h7 black pawn · c6 black pawn · e6 black pawn · g6 black pawn · b5 black pawn · c5 white pawn · d5 black pawn · e5 white pawn · b4 white pawn · d4 white queen · f4 white pawn · b2 white knight · e2 white bishop · g2 white pawn · h2 white pawn · a1 white rook · g1 white king | c8 black bishop · g8 black king · d7 black knight · e7 black queen · f7 black rook · h7 black pawn · c6 black pawn · e6 black pawn · g6 black pawn · b5 black pawn · c5 white pawn · d5 black pawn · e5 white pawn · b4 white pawn · d4 white queen · f4 white pawn · b2 white knight · e2 white bishop · g2 white pawn · h2 white pawn · a1 white rook · g1 white king | c8 black bishop · g8 black king · d7 black knight · e7 black queen · f7 black rook · h7 black pawn · c6 black pawn · e6 black pawn · g6 black pawn · b5 black pawn · c5 white pawn · d5 black pawn · e5 white pawn · b4 white pawn · d4 white queen · f4 white pawn · b2 white knight · e2 white bishop · g2 white pawn · h2 white pawn · a1 white rook · g1 white king | c8 black bishop · g8 black king · d7 black knight · e7 black queen · f7 black rook · h7 black pawn · c6 black pawn · e6 black pawn · g6 black pawn · b5 black pawn · c5 white pawn · d5 black pawn · e5 white pawn · b4 white pawn · d4 white queen · f4 white pawn · b2 white knight · e2 white bishop · g2 white pawn · h2 white pawn · a1 white rook · g1 white king | c8 black bishop · g8 black king · d7 black knight · e7 black queen · f7 black rook · h7 black pawn · c6 black pawn · e6 black pawn · g6 black pawn · b5 black pawn · c5 white pawn · d5 black pawn · e5 white pawn · b4 white pawn · d4 white queen · f4 white pawn · b2 white knight · e2 white bishop · g2 white pawn · h2 white pawn · a1 white rook · g1 white king | c8 black bishop · g8 black king · d7 black knight · e7 black queen · f7 black rook · h7 black pawn · c6 black pawn · e6 black pawn · g6 black pawn · b5 black pawn · c5 white pawn · d5 black pawn · e5 white pawn · b4 white pawn · d4 white queen · f4 white pawn · b2 white knight · e2 white bishop · g2 white pawn · h2 white pawn · a1 white rook · g1 white king | 5 |
| 4 | c8 black bishop · g8 black king · d7 black knight · e7 black queen · f7 black rook · h7 black pawn · c6 black pawn · e6 black pawn · g6 black pawn · b5 black pawn · c5 white pawn · d5 black pawn · e5 white pawn · b4 white pawn · d4 white queen · f4 white pawn · b2 white knight · e2 white bishop · g2 white pawn · h2 white pawn · a1 white rook · g1 white king | c8 black bishop · g8 black king · d7 black knight · e7 black queen · f7 black rook · h7 black pawn · c6 black pawn · e6 black pawn · g6 black pawn · b5 black pawn · c5 white pawn · d5 black pawn · e5 white pawn · b4 white pawn · d4 white queen · f4 white pawn · b2 white knight · e2 white bishop · g2 white pawn · h2 white pawn · a1 white rook · g1 white king | c8 black bishop · g8 black king · d7 black knight · e7 black queen · f7 black rook · h7 black pawn · c6 black pawn · e6 black pawn · g6 black pawn · b5 black pawn · c5 white pawn · d5 black pawn · e5 white pawn · b4 white pawn · d4 white queen · f4 white pawn · b2 white knight · e2 white bishop · g2 white pawn · h2 white pawn · a1 white rook · g1 white king | c8 black bishop · g8 black king · d7 black knight · e7 black queen · f7 black rook · h7 black pawn · c6 black pawn · e6 black pawn · g6 black pawn · b5 black pawn · c5 white pawn · d5 black pawn · e5 white pawn · b4 white pawn · d4 white queen · f4 white pawn · b2 white knight · e2 white bishop · g2 white pawn · h2 white pawn · a1 white rook · g1 white king | c8 black bishop · g8 black king · d7 black knight · e7 black queen · f7 black rook · h7 black pawn · c6 black pawn · e6 black pawn · g6 black pawn · b5 black pawn · c5 white pawn · d5 black pawn · e5 white pawn · b4 white pawn · d4 white queen · f4 white pawn · b2 white knight · e2 white bishop · g2 white pawn · h2 white pawn · a1 white rook · g1 white king | c8 black bishop · g8 black king · d7 black knight · e7 black queen · f7 black rook · h7 black pawn · c6 black pawn · e6 black pawn · g6 black pawn · b5 black pawn · c5 white pawn · d5 black pawn · e5 white pawn · b4 white pawn · d4 white queen · f4 white pawn · b2 white knight · e2 white bishop · g2 white pawn · h2 white pawn · a1 white rook · g1 white king | c8 black bishop · g8 black king · d7 black knight · e7 black queen · f7 black rook · h7 black pawn · c6 black pawn · e6 black pawn · g6 black pawn · b5 black pawn · c5 white pawn · d5 black pawn · e5 white pawn · b4 white pawn · d4 white queen · f4 white pawn · b2 white knight · e2 white bishop · g2 white pawn · h2 white pawn · a1 white rook · g1 white king | c8 black bishop · g8 black king · d7 black knight · e7 black queen · f7 black rook · h7 black pawn · c6 black pawn · e6 black pawn · g6 black pawn · b5 black pawn · c5 white pawn · d5 black pawn · e5 white pawn · b4 white pawn · d4 white queen · f4 white pawn · b2 white knight · e2 white bishop · g2 white pawn · h2 white pawn · a1 white rook · g1 white king | 4 |
| 3 | c8 black bishop · g8 black king · d7 black knight · e7 black queen · f7 black rook · h7 black pawn · c6 black pawn · e6 black pawn · g6 black pawn · b5 black pawn · c5 white pawn · d5 black pawn · e5 white pawn · b4 white pawn · d4 white queen · f4 white pawn · b2 white knight · e2 white bishop · g2 white pawn · h2 white pawn · a1 white rook · g1 white king | c8 black bishop · g8 black king · d7 black knight · e7 black queen · f7 black rook · h7 black pawn · c6 black pawn · e6 black pawn · g6 black pawn · b5 black pawn · c5 white pawn · d5 black pawn · e5 white pawn · b4 white pawn · d4 white queen · f4 white pawn · b2 white knight · e2 white bishop · g2 white pawn · h2 white pawn · a1 white rook · g1 white king | c8 black bishop · g8 black king · d7 black knight · e7 black queen · f7 black rook · h7 black pawn · c6 black pawn · e6 black pawn · g6 black pawn · b5 black pawn · c5 white pawn · d5 black pawn · e5 white pawn · b4 white pawn · d4 white queen · f4 white pawn · b2 white knight · e2 white bishop · g2 white pawn · h2 white pawn · a1 white rook · g1 white king | c8 black bishop · g8 black king · d7 black knight · e7 black queen · f7 black rook · h7 black pawn · c6 black pawn · e6 black pawn · g6 black pawn · b5 black pawn · c5 white pawn · d5 black pawn · e5 white pawn · b4 white pawn · d4 white queen · f4 white pawn · b2 white knight · e2 white bishop · g2 white pawn · h2 white pawn · a1 white rook · g1 white king | c8 black bishop · g8 black king · d7 black knight · e7 black queen · f7 black rook · h7 black pawn · c6 black pawn · e6 black pawn · g6 black pawn · b5 black pawn · c5 white pawn · d5 black pawn · e5 white pawn · b4 white pawn · d4 white queen · f4 white pawn · b2 white knight · e2 white bishop · g2 white pawn · h2 white pawn · a1 white rook · g1 white king | c8 black bishop · g8 black king · d7 black knight · e7 black queen · f7 black rook · h7 black pawn · c6 black pawn · e6 black pawn · g6 black pawn · b5 black pawn · c5 white pawn · d5 black pawn · e5 white pawn · b4 white pawn · d4 white queen · f4 white pawn · b2 white knight · e2 white bishop · g2 white pawn · h2 white pawn · a1 white rook · g1 white king | c8 black bishop · g8 black king · d7 black knight · e7 black queen · f7 black rook · h7 black pawn · c6 black pawn · e6 black pawn · g6 black pawn · b5 black pawn · c5 white pawn · d5 black pawn · e5 white pawn · b4 white pawn · d4 white queen · f4 white pawn · b2 white knight · e2 white bishop · g2 white pawn · h2 white pawn · a1 white rook · g1 white king | c8 black bishop · g8 black king · d7 black knight · e7 black queen · f7 black rook · h7 black pawn · c6 black pawn · e6 black pawn · g6 black pawn · b5 black pawn · c5 white pawn · d5 black pawn · e5 white pawn · b4 white pawn · d4 white queen · f4 white pawn · b2 white knight · e2 white bishop · g2 white pawn · h2 white pawn · a1 white rook · g1 white king | 3 |
| 2 | c8 black bishop · g8 black king · d7 black knight · e7 black queen · f7 black rook · h7 black pawn · c6 black pawn · e6 black pawn · g6 black pawn · b5 black pawn · c5 white pawn · d5 black pawn · e5 white pawn · b4 white pawn · d4 white queen · f4 white pawn · b2 white knight · e2 white bishop · g2 white pawn · h2 white pawn · a1 white rook · g1 white king | c8 black bishop · g8 black king · d7 black knight · e7 black queen · f7 black rook · h7 black pawn · c6 black pawn · e6 black pawn · g6 black pawn · b5 black pawn · c5 white pawn · d5 black pawn · e5 white pawn · b4 white pawn · d4 white queen · f4 white pawn · b2 white knight · e2 white bishop · g2 white pawn · h2 white pawn · a1 white rook · g1 white king | c8 black bishop · g8 black king · d7 black knight · e7 black queen · f7 black rook · h7 black pawn · c6 black pawn · e6 black pawn · g6 black pawn · b5 black pawn · c5 white pawn · d5 black pawn · e5 white pawn · b4 white pawn · d4 white queen · f4 white pawn · b2 white knight · e2 white bishop · g2 white pawn · h2 white pawn · a1 white rook · g1 white king | c8 black bishop · g8 black king · d7 black knight · e7 black queen · f7 black rook · h7 black pawn · c6 black pawn · e6 black pawn · g6 black pawn · b5 black pawn · c5 white pawn · d5 black pawn · e5 white pawn · b4 white pawn · d4 white queen · f4 white pawn · b2 white knight · e2 white bishop · g2 white pawn · h2 white pawn · a1 white rook · g1 white king | c8 black bishop · g8 black king · d7 black knight · e7 black queen · f7 black rook · h7 black pawn · c6 black pawn · e6 black pawn · g6 black pawn · b5 black pawn · c5 white pawn · d5 black pawn · e5 white pawn · b4 white pawn · d4 white queen · f4 white pawn · b2 white knight · e2 white bishop · g2 white pawn · h2 white pawn · a1 white rook · g1 white king | c8 black bishop · g8 black king · d7 black knight · e7 black queen · f7 black rook · h7 black pawn · c6 black pawn · e6 black pawn · g6 black pawn · b5 black pawn · c5 white pawn · d5 black pawn · e5 white pawn · b4 white pawn · d4 white queen · f4 white pawn · b2 white knight · e2 white bishop · g2 white pawn · h2 white pawn · a1 white rook · g1 white king | c8 black bishop · g8 black king · d7 black knight · e7 black queen · f7 black rook · h7 black pawn · c6 black pawn · e6 black pawn · g6 black pawn · b5 black pawn · c5 white pawn · d5 black pawn · e5 white pawn · b4 white pawn · d4 white queen · f4 white pawn · b2 white knight · e2 white bishop · g2 white pawn · h2 white pawn · a1 white rook · g1 white king | c8 black bishop · g8 black king · d7 black knight · e7 black queen · f7 black rook · h7 black pawn · c6 black pawn · e6 black pawn · g6 black pawn · b5 black pawn · c5 white pawn · d5 black pawn · e5 white pawn · b4 white pawn · d4 white queen · f4 white pawn · b2 white knight · e2 white bishop · g2 white pawn · h2 white pawn · a1 white rook · g1 white king | 2 |
| 1 | c8 black bishop · g8 black king · d7 black knight · e7 black queen · f7 black rook · h7 black pawn · c6 black pawn · e6 black pawn · g6 black pawn · b5 black pawn · c5 white pawn · d5 black pawn · e5 white pawn · b4 white pawn · d4 white queen · f4 white pawn · b2 white knight · e2 white bishop · g2 white pawn · h2 white pawn · a1 white rook · g1 white king | c8 black bishop · g8 black king · d7 black knight · e7 black queen · f7 black rook · h7 black pawn · c6 black pawn · e6 black pawn · g6 black pawn · b5 black pawn · c5 white pawn · d5 black pawn · e5 white pawn · b4 white pawn · d4 white queen · f4 white pawn · b2 white knight · e2 white bishop · g2 white pawn · h2 white pawn · a1 white rook · g1 white king | c8 black bishop · g8 black king · d7 black knight · e7 black queen · f7 black rook · h7 black pawn · c6 black pawn · e6 black pawn · g6 black pawn · b5 black pawn · c5 white pawn · d5 black pawn · e5 white pawn · b4 white pawn · d4 white queen · f4 white pawn · b2 white knight · e2 white bishop · g2 white pawn · h2 white pawn · a1 white rook · g1 white king | c8 black bishop · g8 black king · d7 black knight · e7 black queen · f7 black rook · h7 black pawn · c6 black pawn · e6 black pawn · g6 black pawn · b5 black pawn · c5 white pawn · d5 black pawn · e5 white pawn · b4 white pawn · d4 white queen · f4 white pawn · b2 white knight · e2 white bishop · g2 white pawn · h2 white pawn · a1 white rook · g1 white king | c8 black bishop · g8 black king · d7 black knight · e7 black queen · f7 black rook · h7 black pawn · c6 black pawn · e6 black pawn · g6 black pawn · b5 black pawn · c5 white pawn · d5 black pawn · e5 white pawn · b4 white pawn · d4 white queen · f4 white pawn · b2 white knight · e2 white bishop · g2 white pawn · h2 white pawn · a1 white rook · g1 white king | c8 black bishop · g8 black king · d7 black knight · e7 black queen · f7 black rook · h7 black pawn · c6 black pawn · e6 black pawn · g6 black pawn · b5 black pawn · c5 white pawn · d5 black pawn · e5 white pawn · b4 white pawn · d4 white queen · f4 white pawn · b2 white knight · e2 white bishop · g2 white pawn · h2 white pawn · a1 white rook · g1 white king | c8 black bishop · g8 black king · d7 black knight · e7 black queen · f7 black rook · h7 black pawn · c6 black pawn · e6 black pawn · g6 black pawn · b5 black pawn · c5 white pawn · d5 black pawn · e5 white pawn · b4 white pawn · d4 white queen · f4 white pawn · b2 white knight · e2 white bishop · g2 white pawn · h2 white pawn · a1 white rook · g1 white king | c8 black bishop · g8 black king · d7 black knight · e7 black queen · f7 black rook · h7 black pawn · c6 black pawn · e6 black pawn · g6 black pawn · b5 black pawn · c5 white pawn · d5 black pawn · e5 white pawn · b4 white pawn · d4 white queen · f4 white pawn · b2 white knight · e2 white bishop · g2 white pawn · h2 white pawn · a1 white rook · g1 white king | 1 |
|   | a | b | c | d | e | f | g | h |   |

Са друге стране, у ранијем току игре, ловца могу затворити пешаци обе боје, и стоге ће он бити иинфериоран у односу на скакача који може да прескочи препреке. Штавише, на загушеној табли, скакач има много могућности да у исто време нападне две непријатељске фигуре.
Играч са само једним ловцем би начелно требало да постави своје пешаке на поља боје на коју ловац не може да ступи. Ово му омогућује да контролише поља обе боје, допушта ловцу да се слободно креће међу пешацима, а на овај начин се обично омогућује и да се непријатељски пешаци поставе на поља која ловац може да нападне. Ловац који је затворен од стране пријатељских пешака се често назива „високим пешаком“, или просто „лошим ловцем“.
У завршници где оба играча имају по једног ловца - а један контролише бела поља, док други контролише црна, резултат ће често бити нерешен, чак иако један играч има једног или неколико пешака више. Међутим, у завршницама где оба ловца контролишу иста поља, чак и мала предност може довести до победе.